# Tylototriton anguliceps
Tylototriton anguliceps is een salamander uit de familie echte salamanders (Salamandridae). De soort werd voor het eerst wetenschappelijk beschreven door Dzung Trung Le, Nguyen Thien Tao, Kanto Nishikawa, Son Lan Hung Nguyen, Anh Van Pham, Masafumi Matsui, Marta Bernardes en Nguyen Quang in 2015.

## Uiterlijke kenmerken
De vrouwtjes bereiken een kop-romplengte (zonder staart) van ongeveer 65 tot 74 millimeter en de mannetjes blijven met een lengte van 61 tot 63 mm wat kleiner. Net als de andere krokodilsalamanders uit het geslacht Tylotriton opvallende uitstulpingen heeft aan de kop en rijen bultige klieren op de rug. Deze uitstulpingen hebben een helder oranje kleur en vallen goed op tegen de zwarte achtergrondkleur.

## Verspreiding en habitat
Tylototriton anguliceps leeft in delen van Azië en komt voor in de landen Laos, Thailand en Vietnam. De salamander is een van de negen nieuwe soorten amfibieën die in 2015 zijn ontdekt in de Thaise provincie Chiang Rai.Tylototriton anguliceps is een watersalamander die echter voornamelijk op het land is te vinden.

## Bedreigingen
De salamander wordt bedreigd door het verlies van de habitat door voortdurende ontbossing. Daarnaast is de salamander door zijn permeabele huid gevoelig voor gifstoffen zoals pesticiden. Tylototriton anguliceps overleeft (nog) wel in beschermde gebieden zoals nationale natuurparken.